# Pirapozinho
Pirapozinho is een gemeente in de Braziliaanse deelstaat São Paulo. De gemeente telt 25.236 inwoners (schatting 2009).